# فریزلند (سرزمین)

فریزلند (Frisia) سرزمین ساحلی است که در جنوب شرقی دریای شمال قرار دارد. بیشتر خاک این سرزمین واقع در کشور هلند است. در گذشته این سرزمین متعلق به امپراطوری آلمان بود.